# Янтарь-1КФТ
Янтарь-1КФТ (индекс ГУКОС — 11Ф660, код проекта «Комета») — серия специализированных спутников видовой разведки, применяющихся для обзорного наблюдения и картографирования земной поверхности. Разработан Филиалом № 3 ОКБ-1, г. Куйбышев.
Космический аппарат типа «Комета», в своё время имел конструкторское обозначение «Янтарь-1КФТ», а во время лётных испытаний — «Силуэт».
Разрабатывались на базе КА оптической (видовой) разведки Зенит.

## Разработка
В 1968 году Филиалом № 3 ЦКБЭМ на базе проектируемого с 1967 года нового спутника детального фотонаблюдения «Янтарь-2К», была начата разработка эскизного проекта космичеcкого аппарата 11Ф630 «Янтарь-1КФ», предназначавшегося для обзорного фотонаблюдения и картографирования. Спутник должен был прийти на смену картографическому спутнику первого поколения 11Ф629 «Зенит-4МТ».
Работы над «Янтарём-2К», являвшимся прототипом нового «картографа», находились под постоянным контролем руководства военно-промышленного комплекса СССР. 12 мая 1969 года, вслед за завершением в начале 1969 года эскизного проектирования прототипа и в соответствии с поручением ЦК КПСС от 24 апреля 1969 года, состоялось совместное совещание Министерства обороны, Министерства общего машиностроения и Министерства оборонной промышленности СССР по теме «Янтарь». По итогам этого совещания конструкция и аппаратурный состав спутника «Янтарь-2К» был положен в основу программы развития советских средств видовой разведки, при этом предполагалось разработать:
- КА детального и высокодетального наблюдения типов «Янтарь-4К», «Янтарь-6К» и «Янтарь-8К»;
- спутники обзорного наблюдения и картографирования типов «Янтарь-1КФ», «Янтарь-3КФ» и «Янтарь-5КФ»;
- комплекс оперативного наблюдения «Малахит».

По результатам обсуждения этой программы куйбышевскому КБ было предложено сосредоточить свои усилия на комплексах детального наблюдения 11Ф650 «Янтарь-6К» и 11Ф661 «Янтарь-6КС», а также комплекса обзорного наблюдения и картографирования 11Ф630 «Янтарь-1КФ».
В 1969—1970 годах в КБ шли поисковые работы по созданию «Янтаря-1КФ», унифицированного с базовой платформой — «Янтарь-2К», с переходом в 1970 году к опытно-конструкторским работам по этому комплексу. Испытания «Янтаря-1КФ» и его принятие на вооружение, в соответствии с планом девятой пятилетки (1971), должны были завершится к 1975 году, однако высокая загруженность разработчика работами по базовому спутнику, модернизации находящихся в эксплуатации «Зенитов» (работы по «Зенитам» были переданы С. П. Королёвым в куйбышевский филиал ещё в 1964 году, вместе с документацией на разработанной ОКБ-1 по проекту КА «Зенит-4») и созданию модификаций РН «Союз», привели к затягиванию сроков создания «картографа» — эскизный проект на 11Ф630 был завершён только в 1972 году.
Для ускорения работ по топографическому «Янтарю», Филиал № 3 предложил использовать в его составе готовые элементы и отсеки разведывательных спутников типа «Зенит», так в 1972 году появился проект КА «Янтарь-1КФТ», на той же базе, но использующий спускаемый аппарат «Зенита».
26 марта 1973 года вышло Постановление ЦК КПСС и Совета Министров СССР № 182-63 в соответствии с которым прекращались работы по «Янтарю-1КФ» в пользу создания комплекса «Янтарь-1КФТ». Однако высокие требования к характеристикам аппарата со стороны Министерства обороны привели к превышению массово-габаритных характеристик КА и как следствие, к чехарде с выбором требуемой ракеты-носителя. С большим отставанием шли работы и по целевой фотоаппаратуре «Жемчуг-104». Выход был найден только в 1978 году, когда работы по «Жемчугу-104» были прекращены в пользу нового малогабаритного панорамного фотоаппарата, а МО СССР пошло на компромисс, снизив требования в тактико-техническом задании с тем, чтобы «Янтарь-1КФТ» мог выводиться на орбиту ракетой-носителем 11А511У «Союз-У».
В конце 1979 года эскизный проект аппарата, получившего наименование «Силуэт», был наконец завершён. В 1980 году началось изготовление аппаратов для наземной экспериментальной отработки, а также первого лётного аппарата, велась отработка систем спутника на наземных стендах.

## Лётные испытания и эксплуатация
Первый «Силуэт», получивший официальное наименование «Космос-1246», был запущен 18 февраля 1981 года с космодрома Байконур с помощью РН «Союз-У». Его испытания на орбите продолжались 23 дня, при штатном ресурсе спутника 45 суток.
Второй «Силуэт», «Космос-1370», запущенный 28 мая 1982 года, успешно отработал на орбите полный плановый ресурс. По результатам его полёта запуски топографических спутников первого поколения 11Ф629 «Орион» были прекращены и в том же году «Силуэт» был принят в эксплуатацию, хотя лётные испытания комплекса продолжались вплоть до 1987 года. Испытания были положительными, аппараты могли эффективно применяться при составлении топографических и специальных карт местности, в результате, после седьмого запуска в июле 1987 года, «Силуэт» был принят на вооружение Советской Армии, поменяв название на «Комета».
Всего, с начала лётных испытаний выполнено 19 запусков «Кометы», в период 1981—1994 годов ежегодно запускался как минимум один аппарат, два пуска были неудачными. Все запуски спутника-картографа выполнялись с космодрома Байконур с помощью РН 11А511У «Союз-У», длительность полёта КА как правило составляла 35-45 суток.

## Аварии
Два пуска «Кометы» из 19 были неудачными:
- 27 апреля 1993 года, при выведении «Кометы» № 16 спутник вышел из строя, предположительно на этапе работы третьей ступени (зарубежные наблюдатели отмечали вспышку в конце работы третьей ступени ракеты-носителя). Хотя аппарат и был выведен на номинальную орбиту, получив официальное наименование «Космос-2243», но в результате неконтролируемого снижения, вызванного естественными причинами, спутник через 9 суток после старта вошёл в плотные слои атмосферы и разрушился вдоль трассы полёта над европейской частью России.
- 14 мая 1996 года, при запуске «Кометы» № 18 (пл.32, Байконур) произошла вторая авария — через 49 секунд после старта, при прохождении сверхзвукового барьера на высоте около 15 км, произошло разрушение головного обтекателя ракеты, в результате космический аппарат был разрушен. РН с разрушенным КА упала в степи Улытауского района. Авария произошла по причине отклонения от технологии изготовления обтекателя.

## Характеристики
Агрегатный и приборный отсеки КА «Комета» имеют характерную для «Янтарей» коническую форму, в них установлены двигательная установка и блоки служебных систем КА, соответственно. Также, в состав спутника входят: спускаемый аппарат сферической формы, с установленной в нём целевой фотоаппаратурой и навесной отсек, внутри которого смонтирована панорамная фотоаппаратура. Снаружи КА крепятся две панели солнечных батарей системы электропитания.

### Состав целевой аппаратуры
- топографическая камера типа «Яхонт-1» (открытое наименование ТК-350) обеспечивающая разрешение на местности в 10 метров. Эта камера используется для получения изображений с высокими измерительными свойствами и малыми геометрическими искажениями;
- панорамный фотоаппарат высокого разрешения типа «Топаз» (открытое наименование КВР-1000) оснащённый объективом «АПО-Октан-8» и дающий разрешение на местности — 2 метра. Эта камера обеспечивает информационное наполнение топографических карт, соответствующего масштаба;
- две звездные фотокамеры, используемые для внешней привязки снимков топографического фотоаппарата «Яхонт-1»;
- лазерный высотомер (лидар), предназначенный для точной привязки полученных снимков по высоте над поверхностью Земли.

## Список запусков
| №  | Имя         | SCN / NSSDC ID    | Дата запуска (МСК) | Стартовый комплекс | i | На, км | Нp, км | Т, мин | Дата посадки | Длит. пол., сут. | Примечания                                                      |
| -- | ----------- | ----------------- | ------------------ | ------------------ | - | ------ | ------ | ------ | ------------ | ---------------- | --------------------------------------------------------------- |
| 1  | Космос-1246 | 12301 / 1981-015A | 18.02.1981         | Байконур /ПУ 31/6  |   |        |        |        | 13.03.1981   | 23               |                                                                 |
| 2  | Космос-1370 | 13219 / 1982-049A | 28.05.1982         | Байконур           |   |        |        |        | 11.07.1982   | 44               |                                                                 |
| 3  | Космос-1516 | 14583 / 1983-124A | 27.12.1983         | Байконур / ПУ 31/6 |   |        |        |        | 09.02.1984   | 44               |                                                                 |
| 4  | Космос-1608 |                   | 14.11.1984         |                    |   |        |        |        | 17.12.1984   | 33               |                                                                 |
| 5  | Космос-1673 |                   | 08.08.1985         |                    |   |        |        |        | 19.09.1985   | 42               |                                                                 |
| 6  | Космос-1784 |                   | 06.10.1986         |                    |   |        |        |        | 11.11.1986   | 36               |                                                                 |
| 7  | Космос-1865 | 18162 / 1987-058A | 08.07.1987         |                    |   |        |        |        | 14.08.1987   | 37               |                                                                 |
| 8  | Космос-1896 | 18535 / 1987-093A | 14.11.1987         |                    |   |        |        |        | 25.12.1987   | 41               |                                                                 |
| 9  | Космос-1944 | 19123 / 1988-041A | 18.05.1988         |                    |   |        |        |        | 23.06.1988   | 35               |                                                                 |
| 10 | Космос-1986 | 19734 / 1988-116A | 29.12.1988         |                    |   |        |        |        | 11.02.1989   | 44               |                                                                 |
| 11 | Космос-2021 |                   | 24.05.1989         |                    |   |        |        |        | 06.07.1989   | 43               |                                                                 |
| 12 | Космос-2078 |                   | 15.05.1990         |                    |   |        |        |        | 28.06.1990   | 44               |                                                                 |
| 13 | Космос-2134 |                   | 15.02.1991         |                    |   |        |        |        | 01.04.1991   | 45               |                                                                 |
| 14 | Космос-2174 |                   | 17.12.1991         |                    |   |        |        |        | 30.01.1992   | 44               |                                                                 |
| 15 | Космос-2185 |                   | 29.04.1992         |                    |   |        |        |        | 12.06.1992   | 44               |                                                                 |
| 16 | Космос-2243 |                   | 27.04.1993         |                    |   |        |        |        | 06.05.1993   | 9                | КА вышел из строя при запуске и неконтролируемо сошёл с орбиты. |
| 17 | Космос-2284 | —                 | 29.07.1994         |                    | — | —      | —      | —      | 12.09.1994   | 45               | Отказ парашютной системы. подорван на Земле.                    |
| 18 |             |                   | 14.05.1996         |                    |   |        |        |        |              | -                | Разрушение ГО на 50-й сек. полёта.                              |
| 19 | Космос-2349 | 25167 / 1998-009A | 17.02.1998         |                    |   |        |        |        | 02.04.1998   | 44               |                                                                 |

Все аппараты запускались с помощью РН Союз-У.